# Митрополія Руан
Митрополія Руан (фр. Province ecclésiastique de Rouen) — митрополія римо-католицької церкви у Франції. Утворена V столітті. Включає архідієцезію та 5 дієцезій. Головною святинею є Собор Діви Марії в Ренн